# Bermudadreieck (Vienne)
Le Bermudadreieck désigne un grätzl, un quartier résidentiel, au sein de l'Innere Stadt, à Vienne.

## Géographie
Le Bermudadreieck se situe à l'entrée nord-est de la vieille ville, sur la Schwedenplatz et la Morzinplatz (au niveau de Franz-Josefs-Kai et du canal du Danube) et sur la Rotenturmstraße. La station de métro de Vienne Schwedenplatz est desservie par les lignes U1 et U4 ainsi que par les lignes de tramway 1 et 2.
Le Bermudadreieck s'étend de Rabensteig par la Seitenstettengasse jusqu'à la Judengasse et la Ruprechtsplatz. L'église Saint-Rupert, l'un des plus anciens édifices sacrés de Vienne, se situe sur la Ruprechtsplatz. La maison de la Seitenstettengasse 4 abrite le bâtiment principal de l'Israelitische Kultusgemeinde Wien ainsi que le Stadttempel.

## Histoire
L'aire du Bermudadreieck est l'une des zones les plus anciennes de Vienne ; c'est ici que se trouvait autrefois la partie orientale du camp légionnaire romain de Vindobona. À l'époque moderne, c'étaient principalement des commerçants juifs qui vivaient ici, d'où le nom de Judengasse. En 1826, le Stadttempel est inauguré dans la Seitenstettengasse. Dans les années 1970, les environs de la Rabensteig, de la Seitenstettengasse et de la Judengasse sont principalement connus comme le quartier juif du textile, car de nombreux commerçants juifs y exploitent des grands magasins de textile pour les grossistes après la Seconde Guerre mondiale.
Le 15 mai 1980, Sepp Fischer ouvre le bar à bière "Krah, Krah" dans une ancienne maison textile de Rabensteig, aujourd'hui considérée comme le renouveau du Bermudadreieck. Le nom Krah, Krah et les trois corbeaux de l'emblème ne sont pas choisis par hasard. Il y avait déjà ici une auberge "Zu den drei Raben" au début du XIXe siècle, qui donna son nom à l'allée Rabenplatz, Drei Rabengasse, Rabengasse et enfin, à partir de 1862, Rabensteig.
Le 13 novembre 1980, le Kaktus Bar ouvre dans la Seitenstettengasse, suivi le 20 mai 1981 par le Roten Angel conçu par Coop Himmelb(l)au comme un café-concert. D'autres nouveaux restaurants (Beisl) suivent : Ma Pitom, Zwielicht & Düster, Plem Plem et le Salzamt conçu par Hermann Czech (de)... Une telle concentration d'établissements de restauration sur une petite zone n'est rendue possible que grâce à la libéralisation des réglementations commerciales intervenue peu de temps auparavant, au cours de laquelle une évaluation des besoins n'était plus requise comme condition préalable à l'obtention d'une licence commerciale.
Le nom Bermudadreieck ou Triangle des Bermudes était déjà utilisé pour désigner cette zone au début des années 1980. Le nom serait dû au fait que de nombreux étudiants se sont "perdus" pendant plusieurs nuits dans ce quartier et ne se souviennent plus de rien par la suite. Le nom aurait été utilisé à l'origine dans les années 1970 pour désigner un groupe de nouveaux restaurants autour du Naschmarkt.
Depuis que le Bermudadreieck n'est plus un nom connu localement, qu'il est mentionné dans tout bon guide touristique, de nombreux touristes sont présents. Entre-temps, un autre quartier, fréquenté principalement par les jeunes, est créé au nord-ouest de la Judengasse jusqu'à la Rudolfsplatz.
Dans la soirée du 2 novembre 2020, une attaque terroriste islamiste antisémite a lieu dans le centre-ville de Vienne, au départ de la Seitenstettengasse et du Bermudadreieck. 4 personnes sont tuées (de même que l'assaillant) et 23 autres sont blessées, certaines grièvement.

## Source de la traduction
- (de) Cet article est partiellement ou en totalité issu de l’article de Wikipédia en allemand intitulé « Bermudadreieck (Wien) » (voir la liste des auteurs).